# Grimstjärnen (Älvdalens socken, Dalarna)
Grimstjärnen är en sjö i Älvdalens kommun i Dalarna och ingår i Dalälvens huvudavrinningsområde.